# Un hombre de verdad
«Un hombre de verdad» es una canción interpretada por el grupo español Alaska y Dinarama. La compañía Hispavox la publicó en julio de 1985 como el tercer y último sencillo de su segundo álbum de estudio Deseo carnal (1984). También figura en el álbum recopilatorio Delirios de grandeza (1998). Fue compuesta por Nacho Canut y Carlos Berlanga, mientras que Nick Patrick la produjo.
«Un hombre de verdad» incorpora elementos de la música disco. La letra de la canción aborda la historia de una mujer que experimenta deseos sexuales y busca satisfacerlos a través de una relación con un hombre que pueda cumplir con sus expectativas. 

## Antecedentes y composición
El grupo, influenciado por nuevas corrientes musicales, comenzó a escuchar sobre el emergente género Hi-NRG, conocido por sus temáticas abiertamente homosexuales. Artistas y grupos como Divine, Samantha Fox y Dead or Alive eran representantes prominentes de este estilo musical. En busca de incorporarse a esta corriente, Carlos Berlanga y Nacho Canut compusieron «Un hombre de verdad», mientras que Nick Patrick la produjo. 

## Lanzamiento
En julio de 1985 la compañía discográfica Hispavox decide editar la canción como sencillo. En la cara B estaba la canción «Huracán mejicano», que trata sobre la historia de la carrera musical de Alaska. 

## Lista de canciones y formatos
| Sencillo de 7" |                                       |          |  |
| N.º            | Título                                | Duración |  |
| 1.             | «Un hombre de verdad» (versión nueva) | 4:06     |  |
| 2.             | «Un hombre de verdad» (versión LP)    | 4:30     |  |

| Sencillo de 7" |                       |          |  |
| N.º            | Título                | Duración |  |
| 1.             | «Un hombre de verdad» | 4:00     |  |
| 2.             | «Huracán mejicano»    | 3:25     |  |

| Maxisencillo de 12" |                                       |          |  |
| N.º                 | Título                                | Duración |  |
| 1.                  | «Un hombre de verdad» (versión nueva) | 7:30     |  |
| 2.                  | «Huracán mejicano»                    | 6:30     |  |

| Maxisencillo de 12" |                       |          |  |
| N.º                 | Título                | Duración |  |
| 1.                  | «Un hombre de verdad» | 7:30     |  |
| 2.                  | «Huracán mejicano»    | 6:30     |  |
| 3.                  | «Víctima de un error» | 3:00     |  |

## Créditos y personal
| - Alaska: voz. - Carlos Berlanga: composición. - Nacho Canut: composición y bajo. - Nick Patrick: producción. | - Jorge Árboles: batería. - Luis Miguélez: guitarra. - Chris Sheldon: mezcla de audio. - Marcos Mantero: teclado. |

Créditos adaptados de las notas de Deseo carnal.